# Josep Costa
Josep Costa i Rosselló (Santa Eulalia del Río, Ibiza, 1976) es un político y jurista español. Es profesor asociado de teoría política de la UPF y letrado en un organismo de la Administración Pública. Desde el 17 de enero de 2018 y hasta el 12 de marzo de 2021, fue vicepresidente primero de la Mesa del Parlamento de Cataluña.

## Biografía
Es licenciado en derecho y doctor en ciencias políticas.
Diploma de Estudios Avanzados en Ciencias Políticas y Sociales por la Universidad Pompeu Fabra. Profesor asociado e investigador del ámbito de teoría política en el Departamento de Ciencias Políticas y Sociales de la UPF. Fue letrado y secretario del Consejo Insular de Formentera. Actualmente es letrado funcionario del Ayuntamiento de Santa Coloma de Gramenet. Ha ejercido como abogado durante catorce años. Ha sido investigador visitante en el Centre for Comparative Studies in Race and Ethnicity de la Universidad Stanford (EE. UU.), en el Forum for Philosophy and Public Policy de la Queen's University (Canadá) y, brevemente, en la Universidad de Edimburgo (Escocia).
Es autor de artículos académicos y de opinión sobre la diversidad cultural y nacional en democracias liberales, así como artículos de divulgación periodística en El Món, La República, Mirall, Vilaweb, El Nacional, Nació Digital, Ara o El Punt-Avui
Ha publicado los libros O secessió o secessió. La paradoxa espanyola davant l'independentisme (O secesión o secesión. La paradoja española ante el independentismo, 2017) y Eixamplant l’Esquerda. Hi guanyarà la independència (Ensanchando la grieta. Ganará la independencia, 2020).

### Activista y político
Empezó su militancia independentista en Ibiza, donde en 1993 participó en el nacimiento de las secciones locales de ERC y de las JERC. En los años 90 también participó en la fundación del Bloque de Estudiantes Independentistas de la Facultad de Derecho de la UPF. Vinculado después a proyectos sociales y de activismo político como la Plataforma Antiautopista, Ibiza por el Cambio o Gente por Ibiza.
Ocupó el decimoséptimo lugar en la candidatura de JxCat por Barcelona y es diputado a la XII legislatura. Desde el 17 de enero de 2018, es vicepresidente primero de la Mesa del Parlamento de Cataluña.
Ha liderado la estrategia jurídica que ha llevado a Carles Puigdemont, Toni Comín y Clara Ponsatí a su escaño en el Parlamento Europeo.
El 27 de octubre de 2021 fue detenido por los Mozos de Escuadra por negarse a declarar ante el juez el 15 de septiembre por un presunto delito de desobediencia.